# Christiane Seidel
Christiane Julie Louise Seidel (Wichita Falls, 3 aprile 1988) è un'attrice statunitense di origine tedesca.

## Biografia
Nel 2011 è stata inserita da Martin Scorsese nel cast della sua serie televisiva HBO Boardwalk Empire. Lì ha interpretato il ruolo di Sigrid Mueller al fianco di Michael Shannon.
Nel 2015 Christiane Seidel ha interpretato il suo primo ruolo da protagonista nel film tedesco Schmidts Katze.
Nel 2016 è coprotagonista del film The Hollow.
In seguito nel 2017 interpreta il ruolo di Martha nella miniserie western Godless sulla piattaforma Netflix.
Nel 2020 entra a far parte del cast della serie televisiva La regina degli scacchi.

## Filmografia parziale

### Televisione
- Boardwalk Empire - L'impero del crimine - serie TV (2011)
- Godless - serie TV (2017)
- Fosse/Verdon - miniserie TV (2020)
- La regina degli scacchi - miniserie TV (2020)

### Cinema
- Schmidts Katze (2015)
- The Hollow (2016)

## Doppiatrici italiane
Nelle versioni in italiano delle opere in cui ha recitato, Christiane Seidel è stata doppiata da:
- Benedetta Degli Innocenti in Law & Order - Unità vittime speciali
- Lidia Perrone in Godless
- Chiara Colizzi ne La regina degli scacchi